# Biološka klasifikacija
Sistematika ili biološka klasifikacija je znanstvena disciplina koja istražuje raznovrsnost organizama i njihove međusobne veze. Sastavni dio taksonomije. Pri sistematiziranju je nužno uključiti što više parametara koji utječu na procese evolucije novih vrsta kako bi se utvrdila cjelovita filogeneza.
Korijeni suvremene sistematike sežu do sustava Carla Linnéa, koji je vrste poredao po skupinama s obzirom na njihove zajedničke fizičke karakteristike. Kako bi se pridonijelo dosljednosti darvinovskim principima zajedničkog naslijeđa, Linnéove se skupine trebaju neprestano preispitivati. Molekularna sistematika je, koristeći se analizom genske DNK, već dovela do brojnih revizija.

## Rani sustavi
Prvi poznati sustav klasifikacije živoga svijeta potječe još od grčkog filozofa Aristotela, koji je životinje podijelio s obzirom na način kretanja (zračni, kopneni i vodeni).
1172. Ibn Rushd, seviljski sudac, na arapski prevodi Aristotelovu knjigu De Anima (O duši). Izvornik je izgubljen no latinski je prijevod Michaela Scota ostao očuvan do danas. Značajan napredak je učinio švicarski profesor Conrad von Gesner (1516–1565). Gesnerov rad je kritički osvrt na dotada poznati živi svijet.
Istraživanje dijelova Novoga svijeta dovelo je do pojave brojnih rukopisa i primjeraka novih životinjskih oblika. U drugom dijelu 16. i početkom 17. stoljeća započinje pomno proučavanje životinja, koje se, iako prvotno usmjereno prema poznatijim vrstama, postupno razvijalo tvoreći znanstvenu građu koja će poslužiti kao anatomski osnov sistematike. Prvo značajnije korištenje tih spoznaja u svrhu svrstavanja živih buća dugujemo medicinskim anatomima, poput Fabricija (1537.–1619.), Petra Severina (1580.–1656.), Williama Harveyja (1578.–1657.), i Edwarda Tysona (1649.–1708.). Za napredak u sistematici, zbog rada entomologa i prvih mikroskopista, zaslužno je istraživanje Marcella Malphigija (1628.–1694.), Jana Swammerdama (1637–1680) i Roberta Hookea (1635.–1702.).
John Ray (1627.–1705.) je bio engleski prirodoslovac, koji je učinio važan iskorak prema suvremenoj taksonomiji u djelu Historia Plantarum. Ray je odbacio sustav račvaste razdiobe prema kojem su se vrste dijelile s obzirom na tipski sustav, te je izgradio pristup prema kojemu se biljke sistematiziraju s obizrom na sličnosti i razlike do kojih se dolazi promatranjem.

### Linné
Dvije godine po smrti Johna Raya je rođen Carl Linné (1707.–1778.). Njegovo je kapitalno djelo, Systema Naturae, samo za njegova života reizdano dvanaest puta (1. izdanje seže u 1735.). U svom je radu prirodu podijelio na tri carstva: minerale, biljke i životinje. Linné je koristio četiri stupnja: razred, red, rod i vrstu.
Linné je najpoznatiji po svom uvođenju metode koja se još uvijek koristi pri oblikovanju znanstvenog naziva svake pojedine vrste. Prije Linnéa su se koristili poduži nazivi vrsta, koji, zbog svog opisnog karaktera, nisu bili stabilni. Dosljednom upotrebom dvaju latinskih naziva — ime pripadajućeg roda slijedi specifični atribut — Linné izdvaja nomenklaturu od taksonomije ili sistematike. Taj dogovorni način imenovanja vrsta naziva se binarna nomenklatura (dvojno nazivlje).
Danas nazivlje reguliraju kodeksi nomenklature, koji zagovaraju podjelu nazivlja po stupnjevima.

## Suvremeni razvoj
Budući da je Linné živa bića otpočetka klasificirao s ciljem olakšavanja njihove identifikacije, danas je sistematika općeprihvaćena kao odraz darvinovskih principa zajedničkog nasljeđa
Od 1960-ih se javlja kladistička taksonomija ili kladizam, koji taksone postavlja u evolucijsko stablo. Ako takson uključuje sve potomke istog pretka, naziva se monofilogenetski. Novi službeni kodeks nomenklature FiloKodeks trenutno je u fazi izrade. Zamišljen je tako da umjesto taksona koristi kladone (grč. klados – ogranak, izdanak). No još je uvijek nejasno kako će, ako se potonje sprovede, različiti kodeksi međusobno koegzistirati.
Domene su relativno nova skupina. Trodomenski sustav je izumljen 1990., no donedavno nije bio općeprihvaćen.  Danas većina biologa prihvaća sustav domena, dok manjina ostaje pri metodi pet carstava. Glavna je značajka ove metode odvajanje skupina Archaea i Bacteria, koje su prije bile spojene pod istom skupinom Prokariota (ili Monera).  Mali broj znanstvenika priznaje Archaeu u posebno, šesto carstvo ne pridržavajući se metode podjele u domene. U novije vrijeme publiciran je klasifikacijski sustav koji obuhvaća pet domena: Prionobiota (bezstanični organizmi koji ne posijeduju nukleinsku kiselinu), Virusobiota (bezstanični organizmi s nukleinskom kiselinom), Bacteriobiota (stanični organizmi s tipičnom prokariotskom građom), Archaebiota (stanični organizmi s osobenom građom), Eukaryobiota (stanični organizmi s eukariotskim tipom građe).

## Primjeri
Pet obično sistematiziranih vrsta su: vinska mušica vrlo dobro poznata laboratorijskim genetičarima (Drosophila melanogaster), ljudi (Homo sapiens), grašak koji je koristio Gregor Mendel u otkrivanju genetičkih zakona (Pisum sativum), gljiva muhara - Amanita muscaria, i bakterija Escherichia coli. Osam glavnih stupnjeva je istaknuto; uz njih je dan i presjek nižih stupnjeva.
| Stupanj                    | Vinska mušica   | Čovjek      | Grašak          | Muhara             | E. coli            |
| -------------------------- | --------------- | ----------- | --------------- | ------------------ | ------------------ |
| Domena                     | Eukarya         | Eukarya     | Eukarya         | Eukarya            | Bacteria           |
| Carstvo                    | Animalia        | Animalia    | Plantae         | Fungi              | Bacteria           |
| Koljeno ili Odjeljak       | Arthropoda      | Chordata    | Magnoliophyta   | Basidiomycota      | Proteobacteria     |
| Potkoljeno ili pododjeljak | Hexapoda        | Vertebrata  | Magnoliophytina | Hymenomycotina     |                    |
| Razred                     | Insecta         | Mammalia    | Magnoliopsida   | Homobasidiomycetae | γ-Proteobacteria   |
| Podrazred                  | Pterygota       | Placentalia | Magnoliidae     | Hymenomycetes      |                    |
| Red                        | Diptera         | Primate     | Fabales         | Agaricales         | Enterobacteriales  |
| Podred                     | Brachycera      | Haplorrhini | Fabineae        | Agaricineae        |                    |
| Porodica                   | Drosophilidae   | Hominidae   | Fabaceae        | Amanitaceae        | Enterobacteriaceae |
| Potporodica                | Drosophilinae   | Homininae   | Faboideae       | Amanitoideae       |                    |
| Rod                        | Drosophila      | Homo        | Pisum           | Amanita            | Escherichia        |
| Vrsta                      | D. melanogaster | H. sapiens  | P. sativum      | A. muscaria        | E. coli            |

- Botaničari i mikolozi za imenovanje viših taksona koriste dogovorno sistematsko nazivlje, koristeći latinski korijen i standardni nastavak (vidi niže). Na primjer, naziv za porodicu ruža Rosaceae se dobiva od korijena "Ros-" roda Rosa i standardnog nastavka za porodice "-aceae".
- Zoolozi koriste slično dogovorno nazivlje za više taksone, no samo do stupnja natporodice.
- Viši su takosni i međutaksoni vrlo skloni promjenama u slučaju novih otkrića. Tradicionalna je podjela primata, na primjer, (razred Mammalia — podrazred Theria — podrazred Eutheria — red primati) dovedena u pitanje zbog najnovije McKennove i Bellove klasifikacije (razred Mammalia — podrazred Theriformes — podrazred Holotheria — red primati). Ovakve razlike proizalze iz vrlo malog broja slobodnih stupnjeva u odnosu na brojna mjesta granjanja koje nalazimo u fosilnom nalazu.
- Unutar vrste možemo raspoznati još niže jedinice. Životinje se mogu svrstati u podvrste (npr. Homo sapiens sapiens, suvremeni čovjek). Biljke se također mogu svrstati u podvrste (npr. Pisum sativum subsp. sativum, vrtni grašak) ili varijetete (npr. Pisum sativum var. macrocarpon, zimski grašak), dok se kultiviranim biljkama dodaje narodni naziv unutar jednostrukih navodnika. Bakterije se mogu sistematizirati u loze ili sojeve (primjerice Escherichia coli O157:H7, vrsta koja izaziva trovanje hranom).

## Sufiksi skupina
Taksonima iznad razine roda se najčešće pridodaju imena izvedena od latinskog (ili latiniziranog) korijena rodnog imena i standardnog sufiksa. Sufiksi pomoću kojih se oblikuje naziv ovise o carstvu, a rjeđe i o koljenu i razredu, kako je prikazano u tablici.
| Stupanj                | Biljke   | Alge      | Gljive     | Životinje |
| ---------------------- | -------- | --------- | ---------- | --------- |
| Odjeljak/Koljeno       | -phyta   | -phyta    | -mycota    |           |
| Pododjeljak/Potkoljeno | -phytina | -phytina  | -mycotina  |           |
| Razred                 | -opsida  | -phyceae  | -mycetes   |           |
| Podrazred              | -idae    | -phycidae | -mycetidae |           |
| Nadred                 | -anae    | -anae     | -anae      |           |
| Red                    | -ales    | -ales     | -ales      |           |
| Podred                 | -ineae   | -ineae    | -ineae     |           |
| Podred                 | -aria    | -aria     | -aria      |           |
| Natporodica            | -acea    | -acea     | -acea      | -oidea    |
| Porodica               | -aceae   | -aceae    | -aceae     | -idae     |
| Potporodica            | -oideae  | -oideae   | -oideae    | -inae     |
| Tribus                 | -eae     | -eae      | -eae       | -ini      |
| Podtribus              | -inae    | -inae     | -inae      | -ina      |

- Korijen riječi ne treba biti pravilan, kako bi se nužno izveo iz nominativnog oblika koji je prisutan u nazivu roda. Latinski "homo" (čovjek), na primjer, ima korijen "homin-", pa je Hominidae, a ne "Homidae".
- U slučaju životinja, standardni sufiksi za taksone postoje samo do stupnja natporodice (ICZN članak 27.2).

## Vanjske poveznice
- Šumarski list, Ivan Šugar: Prinosi hrvatskom nazivlju iz biljne sistematike, br. 5-6 CXXVII (2003), 237-248